# 上帝之鳥 (電視劇)
《上帝之鳥》（英語：The Good Lord Bird），是一部2020年的美國歷史電視劇，改編自詹姆斯·麥克布萊德的同名小說，講述美國廢奴主義者約翰·布朗的抗爭經歷，由伊森·霍克主演，並和馬克·李察共同擔任主創，傑森·布倫擔任執行製作人。該劇於2020年10月4日在Showtime電視網上首播。

## 演員

### 主演
- 伊森·霍克 飾演 約翰·布朗[5]
- 休伯特·柏恩特-杜·魯爾（Hubert Point-Du Jour） 飾演 鮑勃（Bob）：前奴隸，曾在約翰·布朗的幫助下逃脫。
- 博·納普 飾演 歐文·布朗（英语：Owen Brown (abolitionist, born 1824)）：約翰·布朗的三子。
- 尼克·埃弗斯曼 飾演 小約翰·布朗：約翰·布朗的長子。
- 埃拉·科尔特兰 飾演 沙門·布朗（Salmon Brown）：約翰·布朗的么子。
- 傑克·阿爾科特（英语：Jack Alcott） 飾演 傑森·布朗（Jason Brown）：約翰·布朗的次子。
- 摩西·布林斯·普蘭提（英语：Moses Brings Plenty） 飾演 渥太華·瓊斯（Ottawa Jones）：與約翰·布朗相熟的廢奴主義者。
- 戴維德·迪格斯 飾演 弗雷德里克·道格拉斯：知名黑人廢奴主義者和演說家。
- 約書亞·迦勒·約翰遜（英语：Joshua Caleb Johnson） 飾演 亨利·「洋葱」·沙克爾福德（Henry "Onion" Shackleford）：被奴役的黑人青年。亨利亦是該劇的旁白[6]。

### 常設
- 懷特·羅素 飾演 詹姆斯·尤爾·布朗·史都華少將：南北戰爭時期的南方軍陸軍少將。
- 拉斐爾·卡索 飾演 約翰·庫克（John Cook）：約翰·布朗的追隨者。
- 麥金萊·貝爾徹三世 飾演 博勒斯（Broadnax）：道格拉斯的副手。
- 史提夫·扎恩 飾演 查斯（Chase）：亨利在逃亡路上認識的旅人。
- 維克多·威廉姆斯（英语：Victor Williams） 飾演 詹（Jim）：亨利在逃亡路上遇到的車伕。
- 昆汀·普萊爾（Quentin Plair） 飾演 希爾茲·格蘭／皇帝（英语：Shields Green）：曾逃脫並成為廢奴主義者的前奴隸。
- 邁爾斯·穆森登（英语：Miles Mussenden） 飾演 丹格菲爾德·紐比（英语：Dangerfield Newby）
- 阿里·阿敏·卡特（Ali Amin Carter） 飾演 劉易斯·利里（英语：Lewis Sheridan Leary）
- 奧蘭多·瓊斯 飾演 海沃德·謝潑德（英语：Hayward Shepherd Monument）
- 布魯克斯·阿什曼斯卡斯（英语：Brooks Ashmanskas） 飾演 劉易斯·華盛頓（英语：Lewis Washington）

### 客串
- 宰納卜·賈（英语：Zainab Jah） 飾演 哈莉特·塔布曼：知名女黑人廢奴主義者。
- 瑪雅·霍克 飾演 安妮·布朗（Annie Brown）：約翰·布朗的女兒。
- 大衛·摩斯 飾演 德克·亨利·謝爾曼（Dutch Henry Sherman）
- 艾力克斯·夏普（英语：Alex Sharp） 飾演 牧師
- 吉亞·克羅瓦汀（英语：Gia Crovatin） 飾演 瑪莎（Martha）：約翰·布朗的媳婦。
- 麥克·瑞德（英语：Killer Mike） 飾演 克拉倫斯（Clarence）
- 凱斯·大衛 飾演 赫伯特（Herbert）

## 製作

### 發展
2018年，伊森·霍克和傑森·布倫取得詹姆斯·麥克布萊德的2014年小說《上帝之鳥》的版權，計劃將該作改編成限定劇集，並在Showtime電視網上首播。該劇由霍克和馬克·李察擔任主創，布倫創辦的布倫屋製片公司製作，亞伯·曉斯、凱文·霍克斯、達奈爾·馬丁、海法·曼蘇爾、麥克爾·南奇恩和凱特·伍茲執導部份集數。

### 選角
2019年7月，拉斐爾·卡索和約書亞·迦勒·約翰遜宣佈參演。同年8月，戴維德·迪格斯和懷特·羅素宣佈將會分別出演弗雷德里克·道格拉斯和詹姆斯·尤爾·布朗·史都華。

### 拍攝
主體拍攝於2019年7月在波瓦坦開始。

## 評價
《上帝之鳥》普遍獲得正面評價。該劇在爛蕃茄根據52條評論，持有98%的新鮮度，平均得分為8.5／10。該網站的普遍評價為「伊森·霍克的演出令人目不轉睛，這是一次與正史有出入但忠於原著內容的史詩式改編」。Metacritic則根據25則評論，給予84／100的分數，評價屬「總體好評」。

### 獎項與提名
| 年份 | 獎項                         | 類別                         | 提名者 | 結果 | 參            |
| ---- | ---------------------------- | ---------------------------- | --- | ---- | ------------- |
| 2021 | 第26屆評論家選擇電影獎       | 最佳劇情類影集男配角         | 戴維德·迪格斯 | 提名 | [ 20 ]        |
| 2021 | 第26屆評論家選擇電影獎       | 最佳劇情類影集男配角         | 約書亞·迦勒·約翰遜 | 提名 | [ 20 ]        |
| 2021 | 第78屆金球獎                 | 限定劇及電視電影最佳男主角   | 伊森·霍克 | 提名 | [ 21 ]        |
| 2021 | 2021年哥譚獨立電影獎         | 突破劇集－長篇（40分鐘以上） | 不適用 | 提名 | [ 22 ] [ 23 ] |
| 2021 | 2021年哥譚獨立電影獎         | 最佳新劇集演出               | 伊森·霍克 | 獲獎 | [ 22 ] [ 23 ] |
| 2021 | 第52屆有色人種進步協會形象獎 | 最佳劇本                     | 埃里卡·L·約翰遜（Erika L. Johnson）、馬克·李察 | 提名 | [ 24 ]        |
| 2021 | 第81屆皮博迪獎               | 娛樂類別                     | 布倫屋製片公司、Mark 924 Entertainment、Under the Influence Productions                                                                   | 獲獎 | [ 25 ]        |
| 2021 | 第73屆創意藝術艾美獎         | 最佳開幕片段設計             | 埃夫拉因·蒙塔內斯（Efrain Montanez）、愛德華多·吉桑德斯（Eduardo Guisandes）、 阿比蓋爾·費爾法克斯（Abigail Fairfax）                                                                    | 獲獎 | [ 26 ]        |
| 2021 | 第25屆衞星獎                 | 最佳迷你劇集和限定劇集       | 不適用 | 獲獎 | [ 27 ]        |
| 2021 | 第25屆衞星獎                 | 最佳迷你劇集和電視電影男主角 | 伊森·霍克 | 獲獎 | [ 27 ]        |
| 2021 | 第25屆衞星獎                 | 最佳迷你劇集和電視電影男配角 | 約書亞·迦勒·約翰遜 | 提名 | [ 27 ]        |
| 2021 | 第27屆美國演員工會獎         | 迷你劇與電視電影類最佳男演員 | 伊森·霍克 | 提名 | [ 28 ]        |
| 2021 | 第37屆電視評論家協會獎       | 最佳電影、迷你劇集和特輯     | 不適用 | 提名 | [ 29 ]        |
| 2021 | 第37屆電視評論家協會獎       | 最佳劇集演出                 | 伊森·霍克 | 提名 | [ 29 ]        |
| 2021 | 第73屆美國編劇工會獎         | 最佳長篇改編劇本             | 傑夫·奧古斯丁（Jeff Augustin）、伊森·霍克、埃里卡·L·約翰遜、馬克·李察、 克里斯汀·薩貝爾（Kristen SaBerre）、勞倫·西諾里諾（Lauren Signorino）； 改編自詹姆斯·麥克布萊德的《上帝之鳥》 | 提名 | [ 30 ]        |

## 外部連結
- 互联网电影数据库（IMDb）上《上帝之鳥》的资料（英文）